# Viv Aston
Walter Vivien Aston (sinh ngày 16 tháng 10 năm 1928 ở Coseley, Tipton, Staffordshire, Anh) là một cầu thủ bóng đá thi đấu ở Football League cho Bury và Oldham Athletic. He cũng thi đấu cho Bournemouth & Boscombe Athletic và Chester City.